# Bangana ariza
Bangana ariza är en fiskart som först beskrevs av Hamilton, 1807.  Bangana ariza ingår i släktet Bangana och familjen karpfiskar. IUCN kategoriserar arten globalt som livskraftig. Inga underarter finns listade.